# Herb Welch
Herbert Doyan Welch, Jr., mais conhecido como Herb Welch (Los Angeles, 12 de janeiro de 1961), é um ex-jogador profissional de futebol americano estadunidense.

## Carreira
Ele foi campeão da temporada de 1986 da National Football League jogando pelo New York Giants.